# Kanada na Zimních olympijských hrách 2018
Kanada se účastnila Zimní olympiády 2018. Zastupovalo ji 225 sportovců ve 14 sportech.

## Medailisté
| Medaile | Jméno                                                                                                | Sport                | Soutěž                  | Datum     |
| ------- | --- | -------------------- | ----------------------- | --------- |
| Zlato   | Patrick Chan Kaetlyn Osmond Gabrielle Daleman Meagan Duhamel Eric Radford Tessa Virtueová Scott Moir | Krasobruslení        | Družstva, krasobruslení | 12. února |
| Zlato   | Mikaël Kingsbury                                                                                     | Akrobatické lyžování | Muži jízda v boulích    | 12. února |
| Zlato   | Kaitlyn Lawesová John Morris                                                                         | Curling              | Smíšené dvojice         | 13. února |
| Zlato   | Ted-Jan Bloemen                                                                                      | Rychlobruslení       | Muži 10 000 m           | 15. února |
| Zlato   | Samuel Girard                                                                                        | Short track          | Muži 1000 m             | 17. února |
| Zlato   | Justin Kripps Alexander Kopacz                                                                       | Boby                 | Muži dvojbob            | 19. února |
| Zlato   | Cassie Sharpeová                                                                                     | Akrobatické lyžování | Ženy U-rampa            | 20. února |
| Zlato   | Tessa Virtueová Scott Moir                                                                           | Krasobruslení        | Taneční páry            | 20. února |
| Zlato   | Brady Leman                                                                                          | Akrobatické lyžování | Muži ski cross          | 21. února |
| Zlato   | Kelsey Serwaová                                                                                      | Akrobatické lyžování | Ženy ski cross          | 23. února |
| Zlato   | Sébastien Toutant                                                                                    | Snowboarding         | Muži big air            | 24. února |
| Stříbro | Maxence Parrot                                                                                       | Snowboarding         | Muži slopestyle         | 11. února |
| Stříbro | Ted-Jan Bloemen                                                                                      | Rychlobruslení       | Muži 5000 m             | 11. února |
| Stříbro | Justine Dufourová-Lapointeová                                                                        | Akrobatické lyžování | Ženy jízda v boulích    | 11. února |
| Stříbro | Laurie Blouinová                                                                                     | Snowboarding         | Ženy slopestyle         | 12. února |
| Stříbro | Alex Gough Samuel Edney Tristan Walker Justin Snith                                                  | Saně                 | Týmová štafeta          | 15. února |
| Stříbro | Družstvo žen                                                                                         | Lední hokej          | Turnaj ženy             | 22. února |
| Stříbro | Kim Boutinová                                                                                        | Short track          | Ženy 1000 m             | 22. února |
| Stříbro | Brittany Phelanová                                                                                   | Akrobatické lyžování | Ženy ski cross          | 23. února |
| Bronz   | Mark McMorris                                                                                        | Snowboarding         | Muži slopestyle         | 11. února |
| Bronz   | Kim Boutinová                                                                                        | Short track          | Ženy 500 m              | 13. února |
| Bronz   | Alex Goughová                                                                                        | Saně                 | Ženy jednotlivkyně      | 13. února |
| Bronz   | Meagan Duhamelová Eric Radford                                                                       | Krasobruslení        | Sportovní dvojice       | 15. února |
| Bronz   | Kim Boutinová                                                                                        | Short track          | Ženy 1500 m             | 17. února |
| Bronz   | Alex Beaulieu-Marchand                                                                               | Akrobatické lyžování | Muži slopestyle         | 18. února |
| Bronz   | Kaillie Humphriesová Phylicia George                                                                 | Boby                 | Ženy dvojbob            | 21. února |
| Bronz   | Samuel Girard Charles Hamelin Charle Cournoyer Pascal Dion                                           | Short track          | Muži štafeta 5000 m     | 22. února |
| Bronz   | Kaetlyn Osmondová                                                                                    | Krasobruslení        | Ženy jednotlivkyně      | 23. února |
| Bronz   | Soupiska                                                                                             | Lední hokej          | Turnaj mužů             | 24. února |